# Мартиньи (Франция)
Мартиньи́ (фр. Martigny) — коммуна во Франции, находится в регионе Пикардия. Департамент коммуны — Эна. Входит в состав кантона Ирсон. Округ коммуны — Вервен.
Код INSEE коммуны — 02470.

## Население
Население коммуны на 2010 год составляло 452 человека.
| 1962 | 1968 | 1975 | 1982 | 1990 | 1999 | 2010 |
| ---- | ---- | ---- | ---- | ---- | ---- | ---- |
| 591  | 561  | 525  | 450  | 457  | 460  | 452  |

## Экономика
В 2010 году среди 282 человек трудоспособного возраста (15—64 лет) 206 были экономически активными, 76 — неактивными (показатель активности — 73,0 %, в 1999 году было 64,8 %). Из 206 активных жителей работали 180 человек (104 мужчины и 76 женщин), безработных было 26 (15 мужчин и 11 женщин). Среди 76 неактивных 15 человек были учениками или студентами, 20 — пенсионерами, 41 были неактивными по другим причинам.